# Royaume d'Irlande
1542–1651
1659–1801
Entités précédentes :
- Seigneurie d'Irlande (1542)
- Irlande gaélique (Airgíalla)
- Commonwealth de l'Angleterre (1659)

Entités suivantes :
- Confédération irlandaise (1642)
- Commonwealth de l'Angleterre (1651)
- Royaume-Uni de Grande-Bretagne et d'Irlande (1801)

Le royaume d'Irlande (en anglais : Kingdom of Ireland ; en irlandais classique : Ríoghacht Éireann ; en irlandais moderne Ríocht Éireann ; en scots : Kinrick o Ireland) est le nom donné à l'État de l'île d'Irlande à partir de 1541 par un acte du Parlement d'Irlande. La nouvelle monarchie remplace la seigneurie d'Irlande, créée en 1171. L'existence du royaume prend fin avec l'acte d'union de 1800, qui rattache l'Irlande officiellement au Royaume-uni, qui devient « Royaume-Uni de Grande-Bretagne et d'Irlande ».
Durant la totalité de son existence, le royaume d'Irlande a été en union personnelle avec et une dépendance du : royaume d'Angleterre puis du royaume d'Angleterre et du royaume d'Écosse et, finalement, du royaume de Grande-Bretagne (excepté la parenthèse du Commonwealth entre 1651 et 1659). Ainsi, le roi Henri VIII d'Angleterre devient le premier roi d'Irlande en 1541, puis tous ses successeurs à la tête de l'Angleterre, marquant ainsi une nouvelle étape de la domination de facto des Anglais sur l’Irlande.

## Raison de cette création
Par la bulle Laudabiliter, le pape Adrien IV, un Anglais, céda l'île d'Irlande à la monarchie anglaise au XIIe siècle en tant que possession féodale, ce qui permit à cette monarchie de régir cette contrée. Mais l'Irlande demeurait théoriquement un domaine papal. Après l'excommunication d'Henri VIII en 1533, le statut constitutionnel de l'autorité anglaise sur l'Irlande devenait caduc. Henri VIII s'était séparé du Vatican et s'était proclamé chef de la nouvelle Église d'Angleterre afin de s'autoriser le divorce que le pape Clément VII lui avait refusé. Pour cette raison, Henri ne pouvait plus reconnaître la souveraineté formelle de l'Église catholique romaine sur l'Irlande. Pour trancher cette question, Henri se proclama roi d'Irlande par un décret voté par le Parlement d'Irlande en 1541.
De cette manière, le trône d'Irlande fut désormais occupé par le souverain régnant d'Angleterre, plaçant ainsi le royaume d'Irlande nouvellement formé en union personnelle avec le royaume d'Angleterre. En 1652, après l'exécution de Charles Ier, l'Irlande devient membre du commonwealth d'Angleterre. En 1603, le trône d'Angleterre fut lui-même occupé par le roi d'Écosse, mettant les trois royaumes des Îles Britanniques en union personnelle, ce qui finit par conduire au royaume de Grande-Bretagne en 1707, quand les Parlements de ces deux royaumes fusionnèrent en une seule assemblée à Westminster, au siège du Parlement anglais à Londres. En 1801, les parlements anglais et irlandais fusionnèrent de la même manière, créant le Royaume-Uni de Grande-Bretagne et d'Irlande.

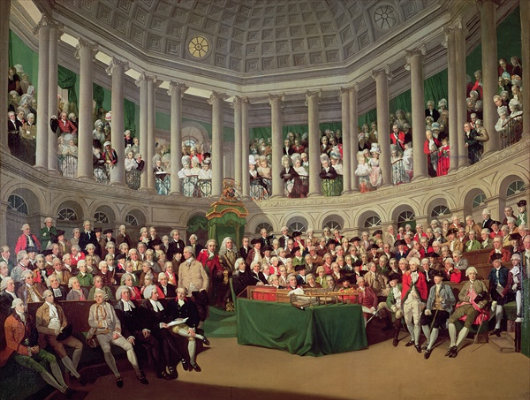
La Chambre des communes irlandaise en 1780 par Francis Wheatley.

## Lord Deputy
Le royaume d'Irlande fut gouverné par un pouvoir exécutif ayant à sa tête un « Lord Deputy », appelé plus tard « Lord Lieutenant ». Même si quelques Irlandais tinrent ce poste, la plupart des Lords Deputy firent partie de la noblesse anglaise.
Le pouvoir législatif de ce royaume était exercé par deux chambres : une Chambre des lords et une Chambre des communes, qui se réunissaient presque toujours à Dublin. Les pouvoirs du Parlement irlandais avaient été restreints par une série de lois, plus particulièrement par la loi de Poyning de 1492. Les catholiques et, plus tard, les Covenanters furent exclus de ce Parlement pendant la majeure partie de son histoire. Au XVIIIe siècle, pour la première fois au monde, un Parlement bicaméral se réunit dans un bâtiment spécialement conçu pour les deux Chambres, à College Green au cœur de Dublin.

## Le Parlement de Grattan
La constitution de 1782 annula quelques restrictions aux pouvoirs du Parlement, qui fut connu pendant cette période sous l'appellation de parlement de Grattan, d'après le nom d'un des principaux leaders irlandais d'opposition, Henry Grattan. En 1788-89, il apparut une crise de régence lorsque George III commença à perdre la raison. Henry Grattan voulut nommer le prince de Galles, le futur George IV, régent d'Irlande. Mais le roi recouvra la santé avant que cela ne se fît.

## Union des royaumes
Par l'Acte d'Union du Parlement irlandais, le royaume d'Irlande fusionna en 1801 avec le royaume de Grande-Bretagne pour former le Royaume-Uni de Grande-Bretagne et d'Irlande. Le Parlement irlandais cessa d'exister, bien que l'exécutif, présidé par le Lord Lieutenant, restât en place jusqu'en 1922. Cet acte d'union fut précédé par une rébellion avortée et l'invasion française de 1798, puis fut le sujet de beaucoup de controverses, entraînant une importante corruption des membres du Parlement pour garantir son vote.
Un acte de 1542, qui ratifie le royaume d'Henri VIII et ses liens avec la Couronne anglaise, et qui avait été laissé par erreur dans le recueil des lois, a été abrogé par la république d'Irlande en 2007 lors de la révision complète de ses lois.